# Plaça i carrer Major (Bellcaire d'Urgell)
La Plaça i carrer Major és una obra de Bellcaire d'Urgell (Noguera) inclosa a l'Inventari del Patrimoni Arquitectònic de Catalunya.

## Descripció
La plaça Major i el carrer Major de Bellcaire d'Urgell són al nucli històric de la vila. Concretament, la plaça Major és un espai obert al nord-est de la vila medieval, al vessant meridional del qual s'alça l'església parroquial de Santa Maria (núm. 22138). Del vessant oest de la plaça surt el carrer de Jaume I, que envolta el nucli antic pel nord seguint l'antic traçat de les muralles, i del sud, rere la capçalera de l'església, hi surt el carrer de Catalunya, que enllaça en pocs metres amb el carrer del Molí, que envolta el nucli antic pel sud fins a l'extrem de ponent, on hi ha la plaça del Mercat. El carrer Major uneix aquesta plaça del Mercat amb la plaça Major en un recorregut no gaire llarg d'uns 80 m en sentit d'oest a est, punt en el qual gira cap al nord fins a anar a enllaçar, després d'uns 40 m, amb la plaça Major davant de la façana principal de l'església i de l'ajuntament. La plaça té en el centre, davant de la façana principal de l'ajuntament, una font d'època barroca (núm. 22139).

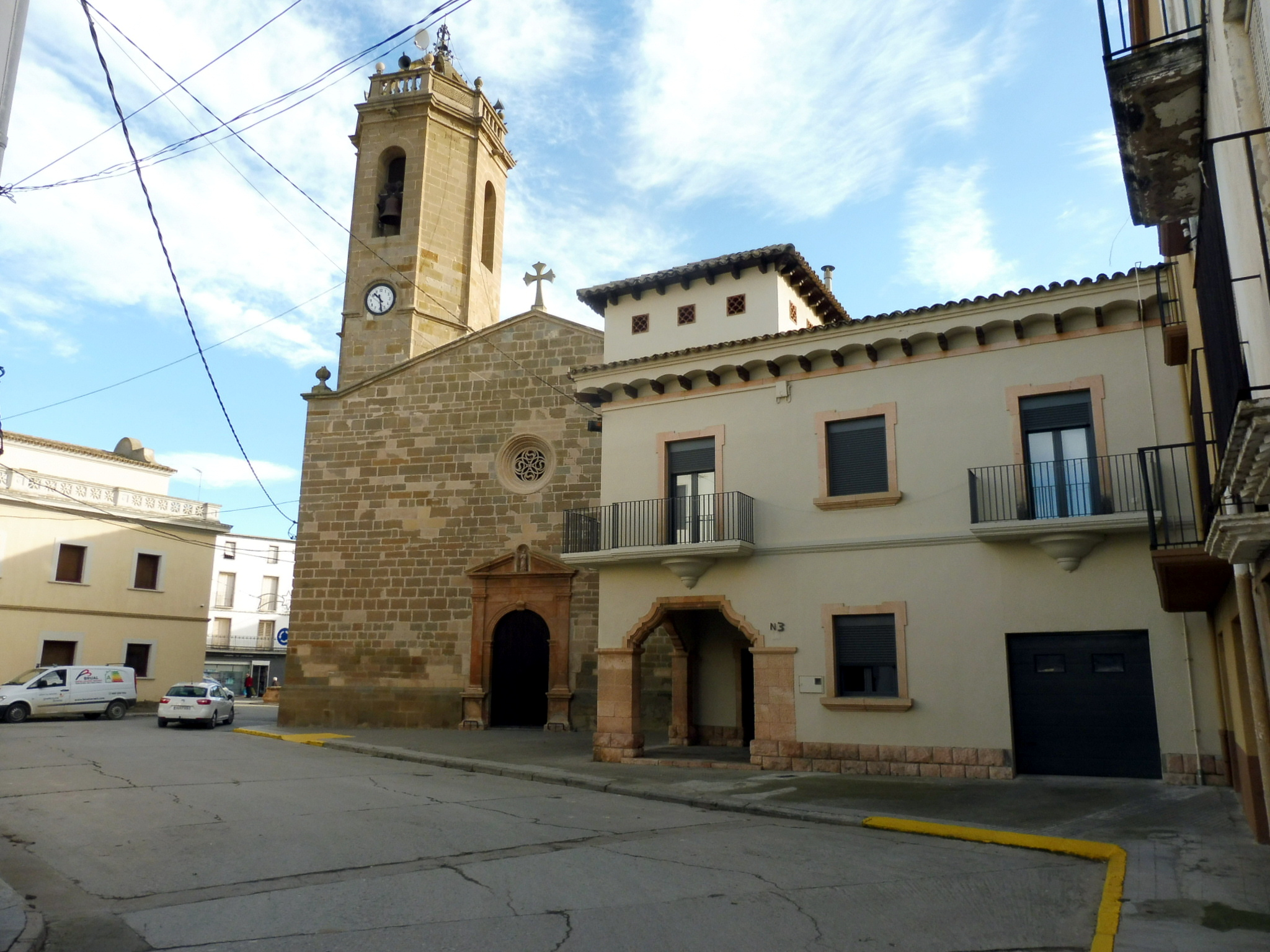
Inici del carrer Major

En aquesta artèria central, des de l'edifici de l'ajuntament i l'església barroca fins a la zona ampla que és la plaça del Mercat, va proliferar la construcció de les cases més benestants de la població, caracteritzades fonamentalment per l'alçada de dos pisos, amb balconades, i les porxades a la banda inferior. L'ajuntament o casa del comú ocupa un bell casal, els carreuons laterals del qual menaven a les antigues muralles (quan aquestes foren desmuntades es van reaprofitar els carreus per les cases particulars). Està caracteritzat per un accés que afronta amb la plaça Major en forma de porxada de tres ulls d'arc de mig punt, obertures simètriques amb una gran balconada al primer pis i la façana rematada amb un frontó de perfil curvilini d'estil barroquitzant. Aquest edifici sembla dialogar arquitectònicament amb l'església parroquial, bastida el 1773. Carrer avall i fins a la plaça del Mercat, sovintegen les balconades de ferro forjat amb finestrals rectangulars. Tot i que actualment aquests habitatges han estat molt reformats i posats al dia, encara hi perviuen alguns porxos i algunes façanes corresponents a questa època.

## Història
Bellcaire fou conquerit per Ermengol IV d'Urgell (1076-90) però no es repoblà fins al segle següent, en un primer intent de 1139 que no reeixí i després de la conquesta de Lleida el 1157. El 1183, el comte d'Urgell Ermengol VII i Dolça donaren el poble i el castell de Bellcaire al monestir de Santa Maria de Bellpuig de les Avellanes. L'abat Guillem en feu restaurar el castell i el lloc el 1212. El 1220, l'abat Guerau vengué el lloc de Bellcaire al monestir de Poblet. El 1414 l'abat de Poblet adquirí de Ferran d'Antequera la jurisdicció civil i criminal de Bellcaire. El lloc restà subjecte a Poblet fins a la desamortització de 1835.
La població de Bellcaire resultà molt damnada amb les epidèmies de 1348 i 1381, després de les quals no superava els 4 focs. A mitjans del segle xvi la població havia pujat a 17 focs i, entre aquesta època i finals del segle xviii la població es va més que duplicar, passant a ser de 217 habitants. En aquest període es va bastir l'església parroquial de Santa Maria per atendre les necessitats de la població. Fou una època de puixança que atragué força població forana, ja que el 1860 la població havia pujat a 1278 habitants. Des d'aleshores la població s'ha estabilitzat entre els 1300 i els 1700 habitants.